# Торица полевая
То́рица полева́я, или Торица па́шенная (лат. Spérgula arvénsis) — вид растений рода Торица (Spergula) семейства Гвоздичные (Caryophyllaceae).

## Название
Научное название рода Spergula происходит от лат. spargare, что значит «рассевать», «рассыпать» или «разбрасывать», так как слабые ветви часто раскинуты по почве. По другой версии, это латинизация шведского или немецкого названия растения Spergel.
Видовое название лат. arvensis в переводе — «полевая», от лат. arvum — поле, пашня. По местообитанию .

## Ботаническое описание

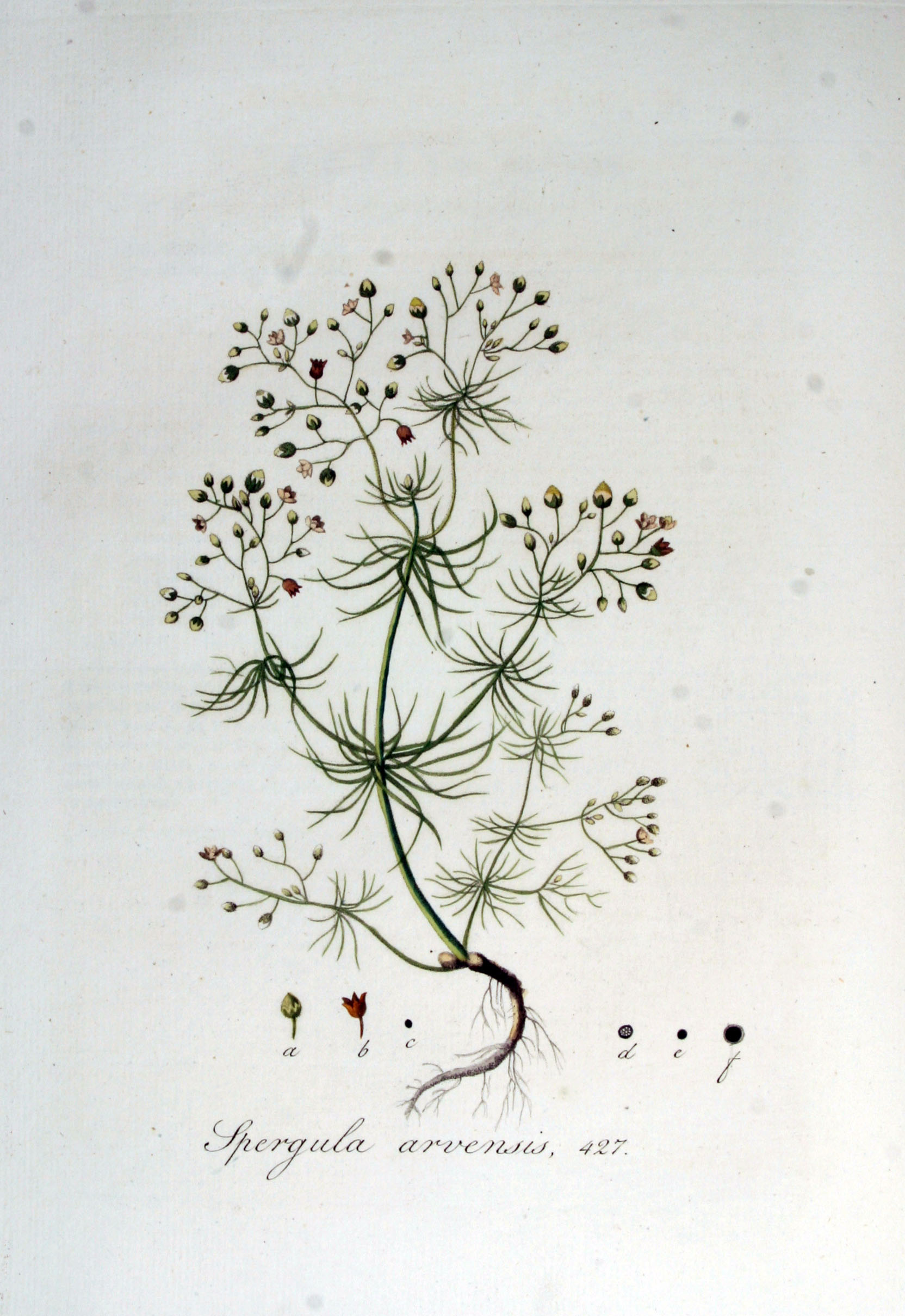
Торица полевая.

Однолетник, более или менее опушённый членистыми железистыми волосками. Корень тонкий, стержневой, с большим числом мелких боковых корней.
Стебли 15—20 см высотой, обычно отходят в числе нескольких от корня, простые или от середины ветвящиеся.
Листья 2—4 см длиной, 0,5—0,7 мм шириной, линейные, с завёрнутыми вниз краями и выделяющейся снизу средней жилкой, в пазухах с укороченными побегами, отчего кажутся мутовчатыми, на верхушке коротко заостренные. Прилистники до 2 мм длиной, широкотреугольные, плёнчатые.
Соцветие — дихазий, каждая из веточек которого является кистевидным монохазием, безлистное. Цветоножки 1—3 см длиной, 1,7—2,2 мм шириной, яйцевидные, на верхушке туповатые, с белоплёнчатой каймой. Венчик и чашечка пятичленные. Чашелистики (3-4 мм длиной) яйцевидные, несросшиеся, железистоопушённые. Лепестки 3,5—4,5 мм длиной, 2—2,2 мм шириной, эллиптические, цельные, белые, немного длиннее чашечки. Тычинок 10, реже 5-8; столбиков 5, они короткие.
Формула цветка:{\displaystyle \ast K_{5}\;C_{5}\;A_{10}\;G_{({\underline {5}})}}
Плод — коробочка, вскрывающаяся пятью створками, 4 мм длиной, 3 мм шириной, яйцевидная.
Семена 1,1 мм в диаметре, линзовидные, мелко-тупобугорчатые, коричневые, по краю с узким беловатым крылом.
В Средней России цветёт в июне — сентябре; семена созревают с июля по октябрь.
Диплоидное число хромосом 2n=18.

## Географическое распространение и экология
Европейско-североазиатский вид.
Общее распространение: Скандинавия, Европа, Сибирь.
В России распространён в европейской части, Предкавказье и Сибири.
В средней полосе Европейской части России растёт по разнообразным типам лесов, в основном по дорогам, вырубкам, нарушенным местам, как сорняк в посевах, возле жилья, на песках.

## Хозяйственное значение
Сорняк в посевах. 

Содержит в надземной части флавоноиды. Используется в качестве настоя при грыже, женских болезнях, кашле, как припарки — при ревматизме, при опухолях селезёнки и желудка.
Хорошая кормовая трава, увеличивающая удой коров. В семенах содержится масло, годное в пищу.

## Классификация
Торица полевая (Spergula arvensis) описана К. Линнеем в 1753 году в Species Plantarum из Европы («Habitat in Europae agris») (1753, Sp.Pl. :440). 

Лектотип (Turill, 1956): «Herb. Linn. № 604.1» (LINN).
В некоторых более ранних классификациях выделялись две разновидности торицы полевой: а) обыкновенная (Spergula arvensis var. vulgaris Mert. et W.D.J.Koch), с узкой каёмкой на семенах и б) посевная (Spergula arvensis var. sativa Mert. et W.D.J.Koch) — с белыми булавовидными сосочками на семенах. Другие систематики полагали возможным выделить разновидности в самостоятельные виды: Spergula sativa Boenn. и Spergula vulgaris Boenn..
Исследования показали, что реальных различий между самостоятельными таксонами, которые фигурируют в сводках по флоре Средней России, не существует. Даже пресловутые сосочки на семенах как таксономический признак не выдерживает критики. Также существовала неопределённость в статусе вида Spergula linicola Boreau, который как и все вышеупомянутые, не включается в современную систематику рода.

### Таксономия
Spergula arvensis L., 1753, Sp. Pl. : 440
Вид Торица полевая относится к роду Торица (Spergula) семейства Гвоздичные (Caryophyllaceae) порядка Гвоздичноцветные (Caryophyllales). Кладограмма в соответствии с Системой APG IV по состоянию на декабрь 2023 года:
|  |                                      |  |                                   |                                   |                      |  | ещё 40 семейств | ещё 40 семейств |                |  |  |  | еще 12 подтвержденных видов и 53 вида, ожидающих подтверждения |
|  |                                      |  |                                   |                                   |                      |  | ещё 40 семейств | ещё 40 семейств |                |  |  |  | еще 12 подтвержденных видов и 53 вида, ожидающих подтверждения |
|  |                                      |  |                                   | порядок Гвоздичноцветные          |                      |  |                 |                 | род Торица     |  |  |  |                                                                |
|  |                                      |  |                                   | порядок Гвоздичноцветные          |                      |  |                 |                 | род Торица     |  |  |  |                                                                |
|  | отдел Цветковые, или Покрытосеменные |  |                                   |                                   | семейство Гвоздичные |  |                 |                 | Торица полевая |  |  |  |                                                                |
|  | отдел Цветковые, или Покрытосеменные |  |                                   |                                   | семейство Гвоздичные |  |                 |                 |                |  |  |  |                                                                |
|  |                                      |  | ещё 63 порядка цветковых растений | ещё 63 порядка цветковых растений |                      |  |                 | еще 97 родов    | еще 97 родов   |  |  |  |                                                                |
|  |                                      |  |                                   | ещё 63 порядка цветковых растений |                      |  |                 |                 | еще 97 родов   |  |  |  |                                                                |

### Внутривидовые таксоны
- Spergula arvensis subsp. chieusseana (Pomel) Briq.
- Spergula arvensis subsp. gracilis (E.Petit) Briq.

### Синонимы
- Alsine arvensis Crantz
- Arenaria arvensis Wallr.
- Spergula arvensis subsp. arvensis
- Spergula arvensis subsp. maxima (Weihe ex Boenn.) O.Schwartz
- Spergula arvensis subsp. sativa (Boenn.) Čelak.
- Spergula arvensis subsp. vulgaris O.Schwartz
- Spergula arvensis var. arvensis
- Spergula arvensis var. maxima (Weihe ex Boenn.) Rohrb.
- Spergula arvensis var. sativa (Boenn.) Rohrb.
- Spergula linicola Boreau
- Spergula maxima Weihe
- Spergula maxima Weihe ex Boenn.
- Spergula sativa Boenn.
- Spergula sativa subsp. linicola O.Schwartz
- Spergula vulgaris Boenn.
- Spergularia arvensis Cambess.

| |  |  |  |
| Торица полевая (Spergula arvensis). Слева направо: общий вид растения; стебель; цветки и бутоны; цветки и плоды |  |  |  |